# Henry de Genst
Henry de Genst, född 1882, var en belgisk gymnastikpedagog.
Henry de Genst deltog i undervisningen vid Gymnastiska Centralinstitutet i Stockholm 1905–1906, var lärare i gymnastik vid Bryssels lärarseminarium 1906 och vid École supérieure d'éducation physique 1904–1905 och 1906–1909. 1914–1919 vistades han i Bolivia i egenskap av landets generalinspektör för fysisk fostran. 1929–1942 var de Genst gymnastikinspektör för Bryssels skolor. Han var ordförande i Fédération belge de gymnastique éducative physique samt från 1939 vice president i FIGL. Gent var en av den Linggymnastikens trognaste anhängare utomlands och verkade i många år för dess utbredning i Belgien. Han besökte vid åtskilliga tillfällen Sverige, bland annat vid Lingiaden 1939 och vid de internationella gymnastikkurserna på Lillsved 1946.